# Межигірсько-Пуща-Водицький заказник
«Межигірсько-Пуща-Водицький заказник» — лісовий заказник місцевого значення, розташований на території Оболонського району Київської міськради. Створений 24 жовтня 2002 року. Площа — 2130 га. Землекористувач — Святошинське лісопаркове господарство.

## Історія
Замовник створений рішенням Київської міськради від 24 жовтня 2002 року №96/256 із загальною площею 1 987 га. Рішенням Київської міськради від 26 липня 2005 року № 255/3716 та від 29 квітня 2009 року № 531/1587 площу збільшили на 143 га до 2 130 га. Заказник створений із метою збереження цінних природних угруповань. На території заказника заборонено будь-яку господарську діяльність і в тому числі ту, що веде до пошкодження природних комплексів. 6 квітня 2006 року Київська міськрада видала Рішення № 678 щодо облаштування заказника (Про виконання робіт з облаштування території лісового заказника місцевого значення «Межигірсько-Пуща-Водицький»).
2013 року Київська прокуратура під час перевірки діяльності КП «Святошинське ЛПГ» встановила порушення вимог Земельного кодексу України, Закону України «Про природно-заповідний фонд України», порушення вимог охоронних зобов'язань і те, що фізично не були позначені межі заказника та ще 7 об'єктів Природно-заповідного фонду (Пуща-Водицький та Святошинський лісопарки, пам'ятники природи Романівське болото та Колекція лісовода Вінтера, заказники Межигірське, Пуща-Водиця, Річка Любка).

## Опис
Заказник розташований у Пуща-Водицькому лісі та займає квартали 3—11, 13—23, 25, 30—34, 36, 51—58, 70—76, 88—91, 99—101, 107, 112—118 Межигірського (квартали 11, 23, 24, 36, 107, 112, 115—118 частково входять до заказника) та квартали 2, 3, 9—12, 20—26, 38—44, 56—62, 73—76, 78, 90 Пуща-Водицького лісництва, що між історичною місцевістю Пуща-Водиця на заході, Великою кільцевою дорогою на півдні, вулицею Богатирською (автошляхом Р69) на сході та адміністративним кордоном з Київською областю на півночі. На заході межує заказник Межигірське, на півдні — східна ділянка Пуща-Водицького лісопарку та зона спеціального відпочинку та лікування Пуща-Водицька. Територія заказника розділена Мінським проспектом (автодорога Р02), на ділянці між Мінським проспектом та вулицею Богатирська територія на півночі обмежується селищем ДВС (Водогон), на півдні – Редьки-1.
Є інформаційні знаки, територія заказника не огороджена.
Найближча станція метро —   Героїв Дніпра.

## Природа
Ліси заказника представлені сосновими, змішаними та частково листяними лісами. Флора заказника налічує 300 видів рослин та складається з 3–4-ярусного деревостану, де до верхнього (першого) ярусу відноситься домінантна сосна з дубом звичайним і дубом південним, а до другого — клен татарський, ясен, горобина, черешня, черемха, ірга. Кущовий ярус представлений чорною і червоною бузиною, ліщиною, свидиною криваво-червоною, крушиною ламкою, крушиною проносною. У заказнику найбільший у Києві ареал зростання конвалії травневої.
Серед ссавців у заповіднику живуть козулі, заєць сірий, зустрічаються різні птахи, плазуни, земноводні, комахи.